# Jessica Brungo
Jessica Kathryn Brungo (Plainview, 16 aprile 1982) è un'ex cestista statunitense, professionista nella WNBA.

## Carriera
È stata selezionata dalle Connecticut Sun al secondo giro del Draft WNBA 2004 (16ª scelta assoluta).